# Hispanotherium
Hispanotherium es un género fósil de la familia Rhinocerotidae. Este rinoceronte aparece en Europa Occidental y se extiende por Asia durante el Mioceno.

## Especies
Este género comprende tres especies (Hispanotherium alpani, Hispanotherium grimmi y Hispanotherium matrisense). Sin embargo, hay autores que consideran que la especie Hispanotherium alpani no tiene validez taxonómica, estableciendo su sinonimia con Hispanotherium grimmi.